# Peter Harry Carstensen
Peter Harry Carstensen (født 12. marts 1947 i Elisabeth-Sophien-Koog på Nordstrand) er en tysk kristendemokratisk politiker. 
Carstensen var mellem 2005 og 2012 ministerpræsident i den nordtyske delstat Slesvig-Holsten. Han efterfulgte socialdemokraten Heide Simonis, der ledede Slesvig-Holsten fra 1993 til 2005. Til 2009 ledede Carstensen en stor koalition af CDU og SPD. Fra 1983 til 2004 repræsenterede Carstensen de tyske kristendemokrater i Forbundsdagen i Bonn og senere i Berlin. Carstensen går blandt andet ind for Femern Bælt-forbindelsen mellem Lolland og Femern. Nordfriseren er uddanet landbrugsøkonom og ingeniør og virkede i en årrække som landbrugslærer. Han bor på sin hjemø Nordstrand i Sydslesvig. 

## Eksterne links
- Wikimedia Commons har flere filer relateret til Peter Harry Carstensen
- Peter Harry Carstensens hjemmeside Arkiveret 5. august 2002 hos  Wayback Machine